# Jason Cunliffe
Jason Cunliffe (ur. 23 października 1983 w Hagåtñie) – guamski piłkarz, reprezentant kraju.

## Kariera klubowa
W piłkę nożną zaczął grać w amerykańskim klubie Santa Clara Broncos w 2001 roku. W 2006 dołączył do drużyny z wyspy Guam Quality Distributors. W sezonie 2012/2013 przeszedł do filipińskiej drużyny Pachanga Diliman F.C. W następnych sezonach rozgrywał mecze w guamskich klubach. Od 2018 roku reprezentuje barwy Bank of Guam Strykers FC.

## Reprezentacja
Jason Cunliffe jest reprezentantem Guamu. W drużynie narodowej zadebiutował 3 kwietnia 2006 roku meczem z Bangladeszem. Do dnia 02.10.2020 rozegrał 52 oficjalne mecze w narodowych barwach, w których zdobył 16 goli.